# Aermacchi MB-326
L'Aermacchi MB-326 è un aereo da addestramento avanzato, biposto, monomotore a getto e monoplano ad ala bassa, sviluppato dall'azienda aeronautica italiana Aermacchi nei primi anni cinquanta.
Progettato dall'ingegner Ermanno Bazzocchi (M=Macchi, B=Bazzocchi) per equipaggiare i reparti da addestramento dell'Aeronautica Militare, dal modello originale ne venne anche sviluppata una variante da attacco al suolo (la K - combat) che riscosse un discreto successo commerciale per il mercato dell'aviazione militare da esportazione.
È stato l'aviogetto italiano più venduto nel dopoguerra, entrando in 800 esemplari nell'armamento di 12 nazioni, tra le quali Argentina, Brasile, Repubblica Democratica del Congo, Ghana, Paraguay, Sudafrica, Togo, Tunisia, Emirati Arabi Uniti, Zambia.

## Storia del progetto
Durante gli anni cinquanta un certo numero di nazioni ha iniziato a dotarsi di aerei da addestramento a getto con prestazioni simili ai velivoli operativi di prima linea, spesso varianti biposto prodotte dai medesimi modelli. Riconoscendo il potenziale per svolgere al meglio questo ruolo, diverse aziende aeronautiche hanno scelto autonomamente di iniziare lo sviluppo di modelli appositamente costruiti per operare nel ruolo di addestratore; questi includevano il francese Fouga CM-170 Magister, lo statunitense Cessna T-37 Tweet, il britannico Hunting Percival (BAC) P.84 Jet Provost e il cecoslovacco Aero L-29 Delfin. All'indomani della devastante seconda guerra mondiale, l'Italia spese diversi anni a recuperare e ristabilire la sua economia; in quanto tale, la nazione si è trovata incapace di dare la priorità ai finanziamenti necessari per lo sviluppo indipendente di velivoli militari di fascia alta che sarebbero stati competitivi con la successiva generazione di intercettori supersonici o bombardieri tattici. In quest'ambito l'italiana Aermacchi, storica azienda con sede a Varese, scelse di concentrare le proprie risorse e gli sforzi di sviluppo sulla produzione di una linea di caccia leggeri e di aerei da addestramento.
Quello che sarebbe diventato l'MB-326 ebbe le sue origini in un'iniziativa privata promossa dall'Aermacchi. Il progetto venne sviluppato da un gruppo di lavoro guidato dall'ingegnere aeronautico Ermanno Bazzocchi, direttore tecnico e ingegnere capo della società. Secondo quanto riferito, Bazzocchi aveva considerato molte diverse configurazioni per il disegno provvisorio prima che l'ufficio tecnico decidesse di procedere con un progetto a motore monogetto. In conformità con l'uso primario previsto, la cellula era costituita da una struttura interamente metallica, robusta e leggera, relativamente semplice ed economica da costruire e da gestire nella sua manutenzione. Per la propulsione si optò per il motore turbogetto Armstrong Siddeley Viper, di costruzione britannica, per l'epoca ritenuta un'efficiente soluzione. Il Viper era stato originariamente progettato come motore destinato all'uso su aerei bersagli teleguidati usa e getta, dalla vita operativa quindi limitata, tuttavia il motore si era dimostrato molto più affidabile e utile in altri ruoli. Nel 1954, le rappresentazioni iniziali di Bazzochi furono mostrate al Ministero dell'aeronautica. Durante il 1953, la progettazione combinata di cellula e motore portò l'Aermacchi a lanciare formalmente il programma MB-326.
Al momento del lancio del programma, l'Aeronautica Militare si interessò al velivolo proposto. L'arma stava prendendo in considerazione le opzioni per la potenziale sostituzione della sua attuale flotta di addestratori, quindi, al momento di commissionare una competizione per selezionare un successore adatto, l'MB-326 era un evidente concorrente iniziale. Per il concorso venne rilasciata una dettagliata specifica tecnica; tra i requisiti richiesti erano inclusi un carico massimo di 7 g quando volavano al peso massimo, una durata di 5 000 ore di volo, un intervallo di almeno 50-60 ore tra la manutenzione, ampio avviso in anticipo di stallo aerodinamico (di almeno 15 km/h (8 kn) al di sopra della velocità di stallo dell'aeromobile), la capacità di decollare al massimo peso in 800 m sopra un ostacolo alto 15 m (o 500 m in condizioni di peso minimo), essendo in grado di atterrare entro 450 m con un peso minimo, una velocità minima di 110/130 km/h e una velocità massima di 700 km/h (378 kn), una velocità variometrica di almeno 15 m/s (2 953 ft/min) e un'autonomia di volo di almeno tre ore a 3 000 m (9 843 ft).
Il prototipo, spinto da un turbogetto Viper 8 da 7,78 kN (793 kgf; 1 749 lbf) compì il primo volo dalla pista di Lonate Pozzolo il 10 dicembre 1957, ai comandi del capo collaudatore della ditta Guido Carestiato. Le prove di volo che seguirono rivelarono però che il modello era sottopotenziato, così che l'azienda, nel completare il secondo prototipo, lo equipaggiò con la più potente versione Viper 11 da 11,12 kN (1 134 kgf; 2 500 lbf) di spinta.

## Tecnica

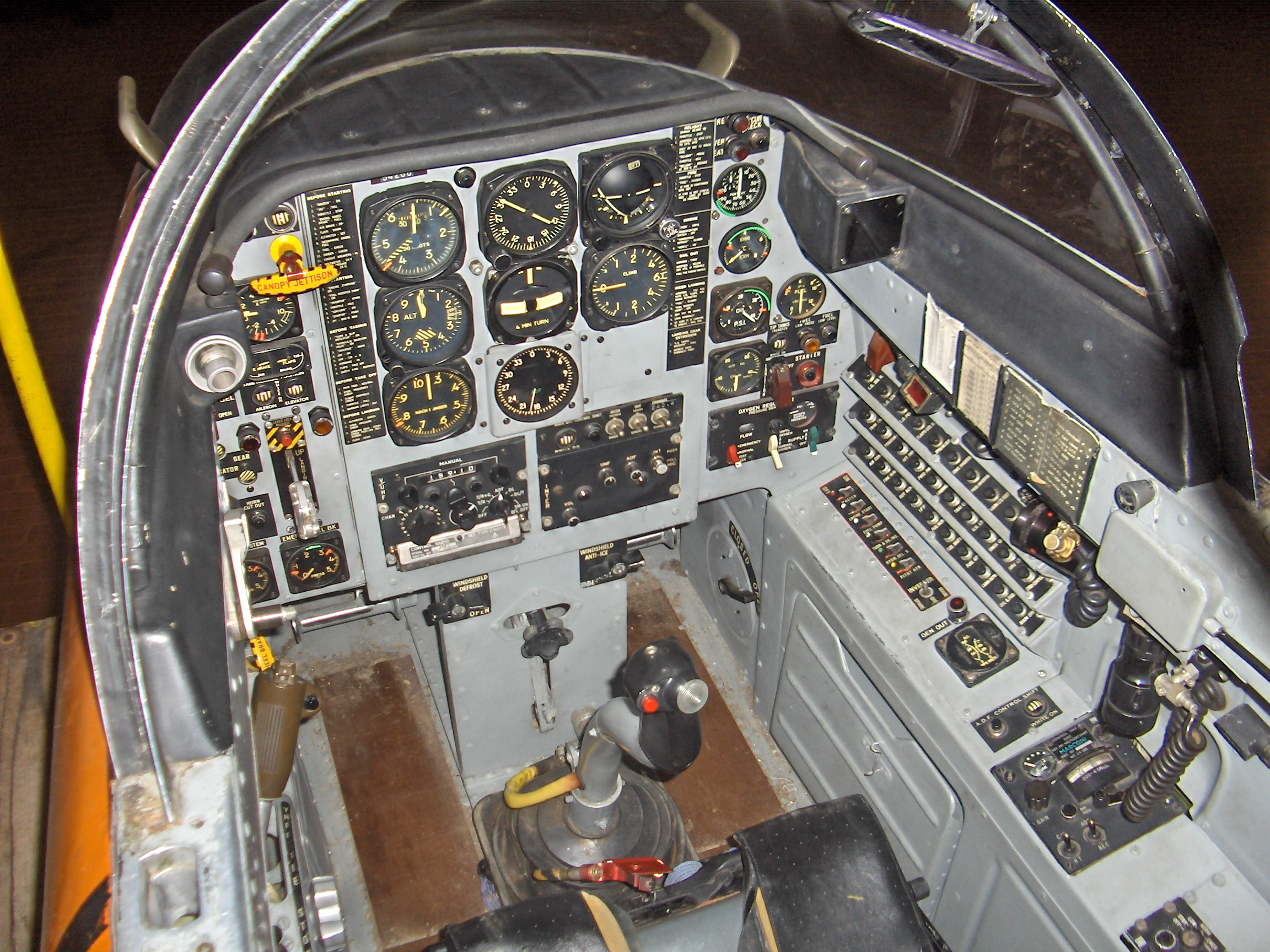
Cabina di pilotaggio dell'MB-326D.

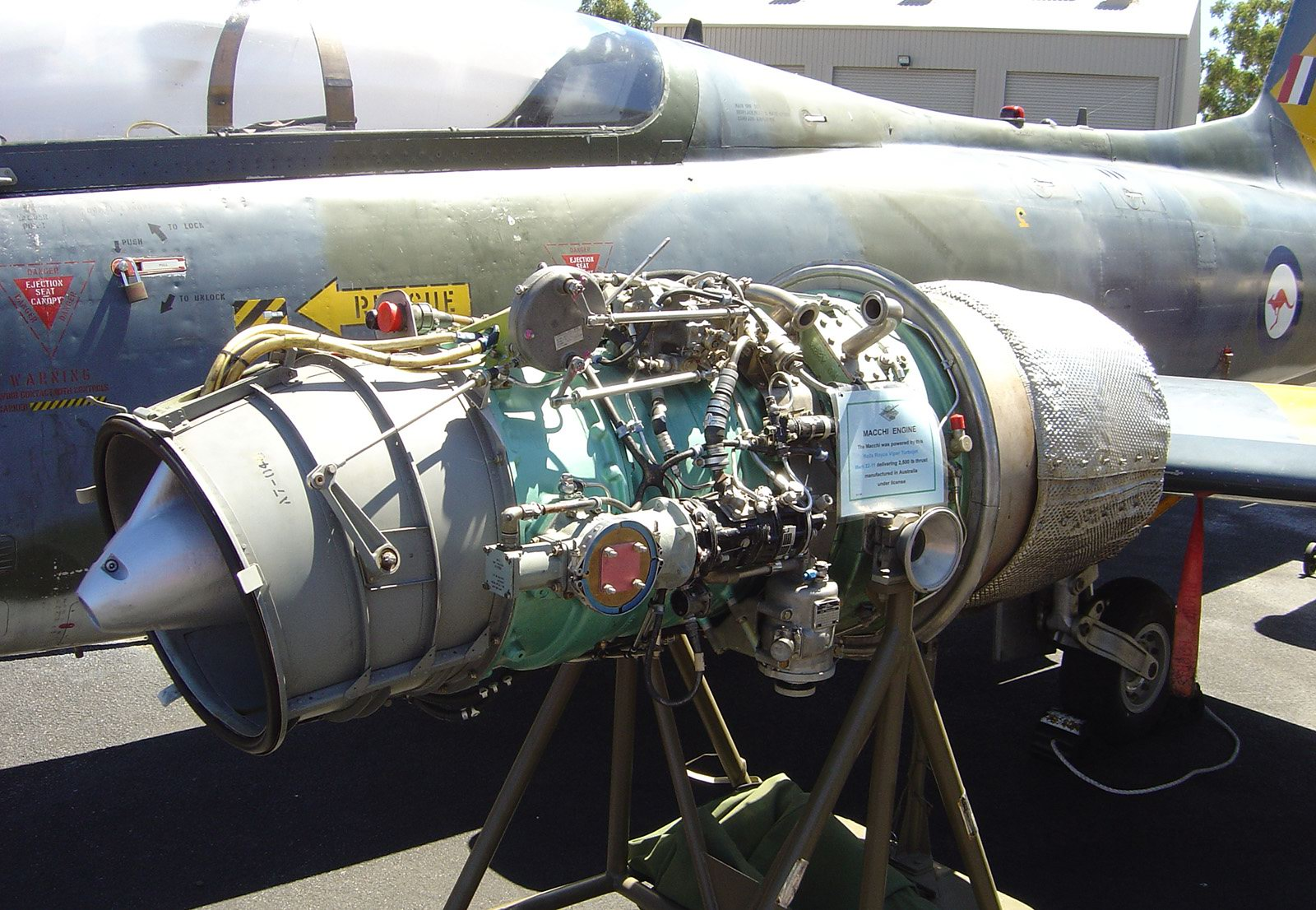
Un MB-326 della RAAF con il suo motore turbogetto Armstrong Siddeley Viper.

La struttura alare è in due parti con pianetto centrale (incorpora le prese d'aria) di continuità delle strutture del longherone, e quindi solidale alla fusoliera e alle semiali. Le ali sono a pianta trapezoidale con 8° 30' di freccia al quarto della corda alare e angolo di diedro di 2° 55'. Il profilo alare è un NACA 64A114 e 64A112 (all'estremità) del tipo laminare.
La fusoliera è a semiguscio in 4 tronchi: prua, tronco centrale (pressurizzato), tronco posteriore, poppino.
I flap (del tipo a fessura) hanno tre posizioni: DOWN (64°), T/O (28°) e UP. L'aerofreno ha un'apertura massima di 56°, e si ritrae automaticamente a 28°con l'abbassamento dei carrelli.
Il velivolo è dotato di seggiolino eiettabile Martin Baker Mk.04.

### Armamento
- due cannoni DEFA 553 da 30 mm, ognuno con 135 colpi
- sei piloni subalari in grado di portare 1 800 kg di materiale tra cui serbatoi subalari, lanciarazzi aria-superficie, due missili Matra R550 Magic, e solo sui piloni interni un pod da ricognizione dotato di quattro macchine fotografiche.[2]

## Impiego operativo
Il MB-326 fu destinato al programma addestrativo avanzato su jet a reazione per i piloti dell'Aeronautica Militare. Venne in seguito utilizzato per lungo tempo presso la Scuola di Volo Basico Iniziale nella base di Lecce-Galatina e poi sostituito dal successore MB-339.
Alcuni velivoli Aermacchi MB-326 sono attualmente utilizzati presso la National Test Pilot School presso il Mojave Air and Space Port in California (USA) per l'addestramento degli aspiranti piloti collaudatori sperimentatori.

### Incidenti
Un MB-326 fu coinvolto il 6 dicembre 1990 nella Strage dell'Istituto Salvemini di Casalecchio di Reno, in seguito al quale l'intera flotta fu temporaneamente messa a terra.

## Versioni

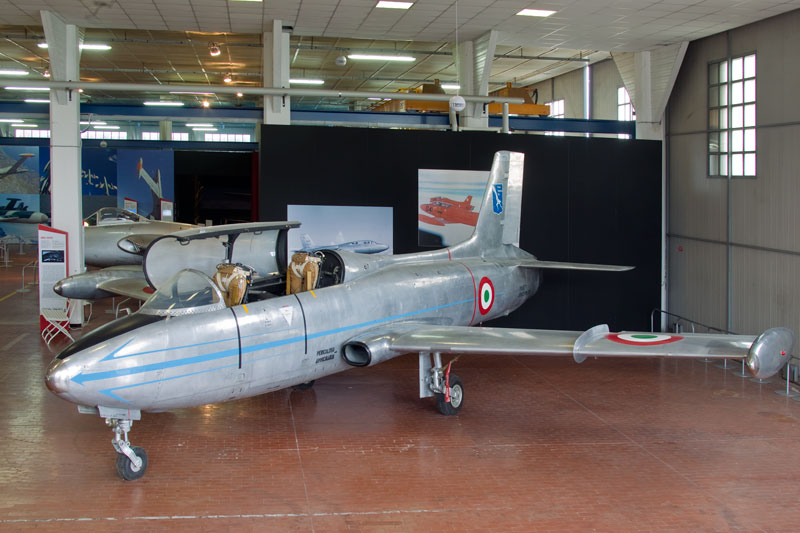
MB-326 in livrea Aeronautica Militare esposto al Parco e Museo di Volandia. L'esemplare è il più antico esemplare di MB-326 esistente.

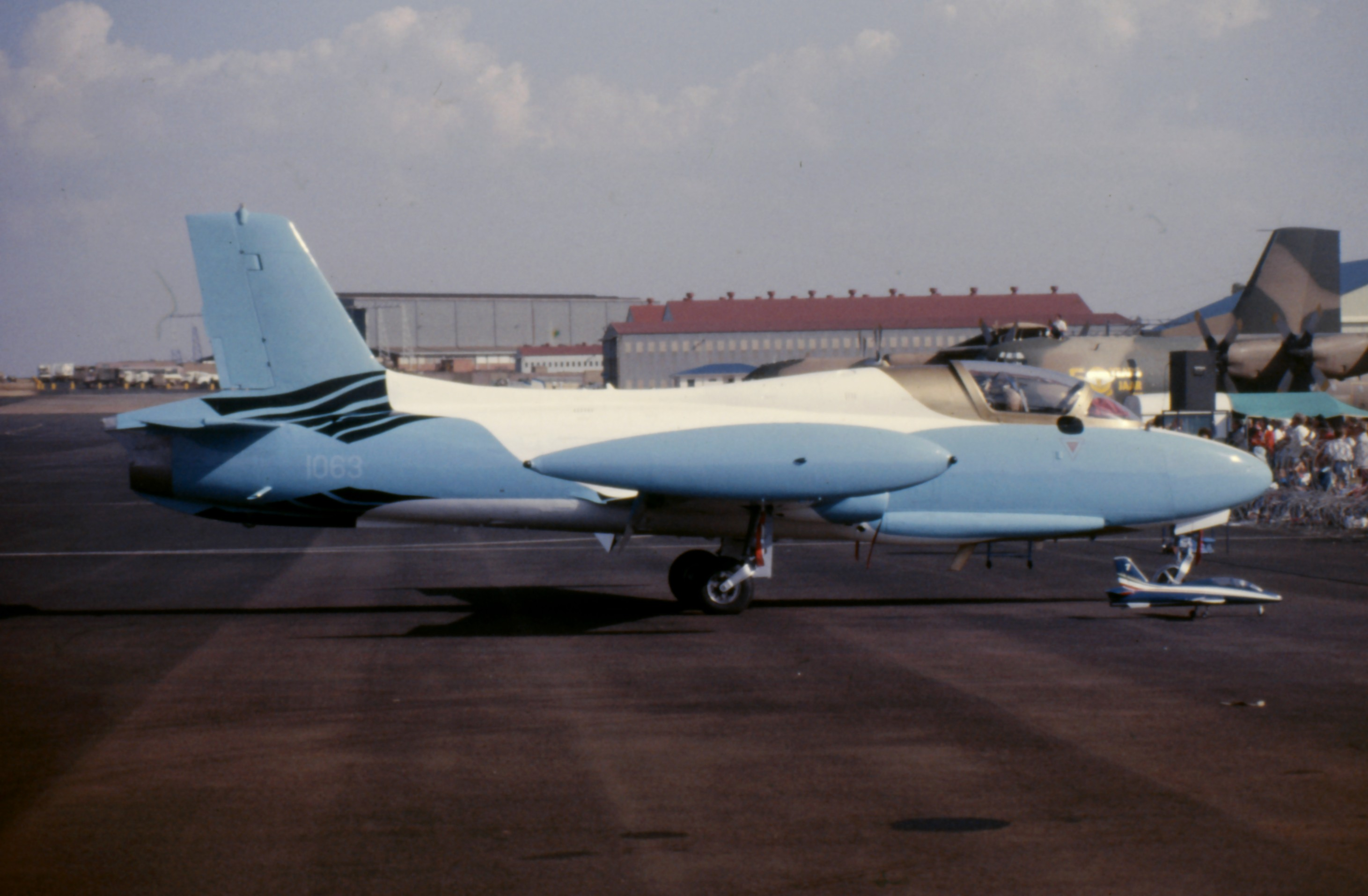
Un Impala Mk II

- MB-326: versione base da addestramento, 2 prototipi più 125 esemplari di produzione in serie destinati all'Aeronautica Militare.
- MB-326A: versione armata per l'addestramento al tiro, proposta ma mai costruita.
- MB-326B: versione biposto da addestramento a getto e da attacco leggero destinata alla Tunisia, realizzata in 8 esemplari.
- MB 326C: versione con muso allungato per addestramento al radar NASARR dell’F104G (solo simulacro).
- MB-326D: versione biposto da addestramento civile non armata con avionica e strumentazione commerciale destinata alla compagnia aerea Alitalia, realizzata in 4 esemplari. passati (tre superstiti) poi all’Aeronautica Militare.
- MB-326E: versione biposto da addestramento armata destinata all'Aeronautica Militare, realizzata in 6 esemplari.
- MB-326F: versione biposto da addestramento a getto e da attacco leggero destinata all Ghana, realizzata in 9 esemplari.
- MB-326G: versione biposto da addestramento a getto e da attacco al suolo, realizzata in 2 esemplari.
  - MB-326GB: versione biposto da addestramento a getto ed attacco al suolo. 8 acquistati dall'Armada de la República Argentina. 17 esemplari vennero esportati in Zaire, ed altri 23 nello Zambia.
  - MB-326GC: versione biposto da addestramento a getto ed attacco al suolo destinata alla Força Aérea Brasileira. Costruita in Brasile su licenza come Embraer EMB-326. Dei 182 esemplari complessivamente costruiti, 167 vennero destinati alla Força Aérea Brasileira, dei quali in seguito 11 vennero trasferiti all'Armada de la República Argentina dopo la Guerra delle Falkland, 6 vennero esportati nel Togo ed altri 10 nel Paraguay.
  - AT-26 Xavante: designazione brasiliana del MB-326GC.
  - RT-26 Xavante: designazione di alcuni AT-26 Xavante convertiti ad aereo da ricognizione.
- MB-326H: versione biposto da addestramento a getto, 87 esemplari realizzati per la Royal Australian Air Force e 10 per la Royal Australian Navy. 12 di costruzione Aermacchi e 85 costruiti su licenza in Australia dalla Commonwealth Aircraft Corporation con la designazione "CA-30".
- MB-326K: versione monoposto da attacco al suolo destinata alla Suid-Afrikaanse Lugmag e costruita su licenza in Sudafrica dalla Atlas Aircraft Corporation.
  - Impala Mk II: designazione adottata dalla Suid-Afrikaanse Lugmag per i MB-326K.
  - MB-326KB: versione monoposto da attacco al suolo destinata allo Zaire, realizzata in 6 esemplari.
  - MB-326KD: versione monoposto da attacco al suolo destinata al Dubai, realizzata in 3 esemplari.
  - MB-326KG: versione monoposto da attacco al suolo destinata al Ghana, realizzata in 4 esemplari.
  - MB-326KT: versione monoposto da attacco al suolo destinata alla Tunisia, realizzata in 7 esemplari.
- MB-326L: versione biposto da addestramento avanzato a getto.
  - MB-326LD: versione biposto da addestramento avanzato a getto destinata al Dubai, realizzata in 2 esemplari.
  - MB-326LT: versione biposto da addestramento avanzato a getto destinata alla Tunisia, realizzata in 4 esemplari.
- MB-326M: versione biposto da addestramento a getto ed attacco al suolo destinata alla South African Air Force e costruita su licenza in Sudafrica dalla Atlas Aircraft Corporation.
  - Impala Mk I: designazione adottata dalla South African Air Force per i MB-326M.
- MB-326RM: designazione di 5 conversioni di MB-326 dell'Aeronautica Militare come aereo ECM.

## Versioni prodotte su licenza
Brasile
- Embraer EMB 326GB Xavante

 Sudafrica
- Atlas Impala

## Utilizzatori

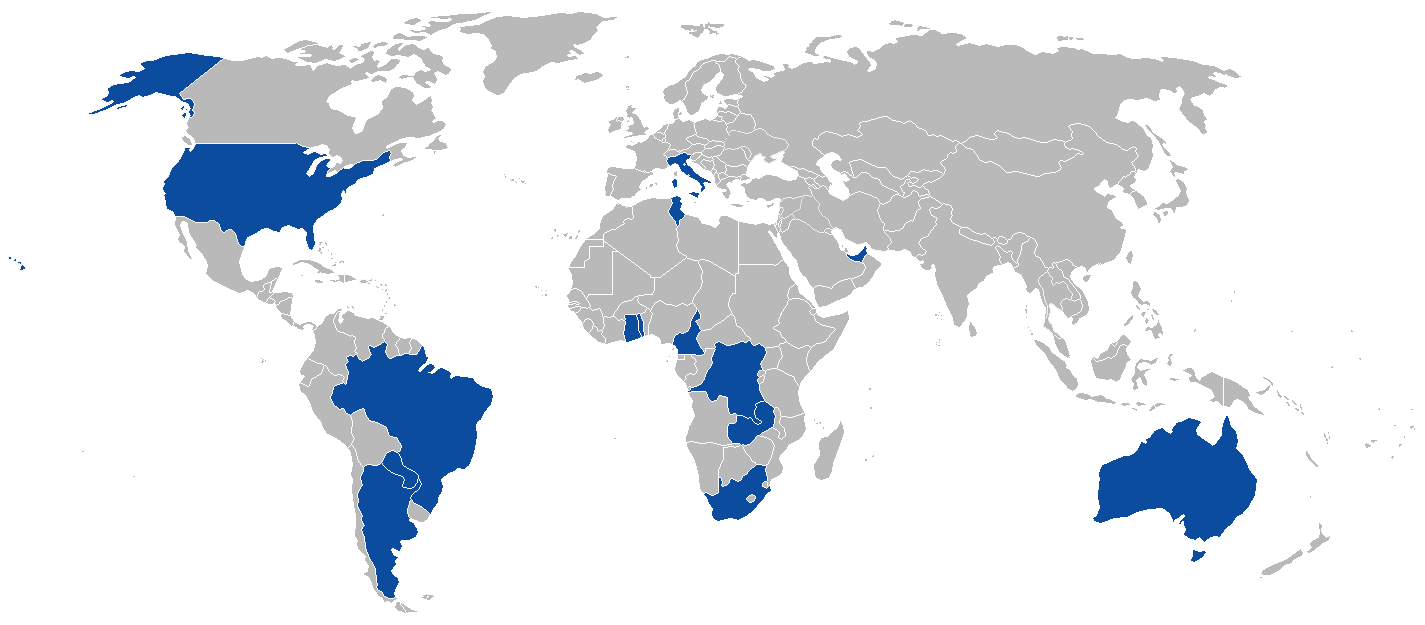
Mappa degli operatori dell'Aermacchi MB-326

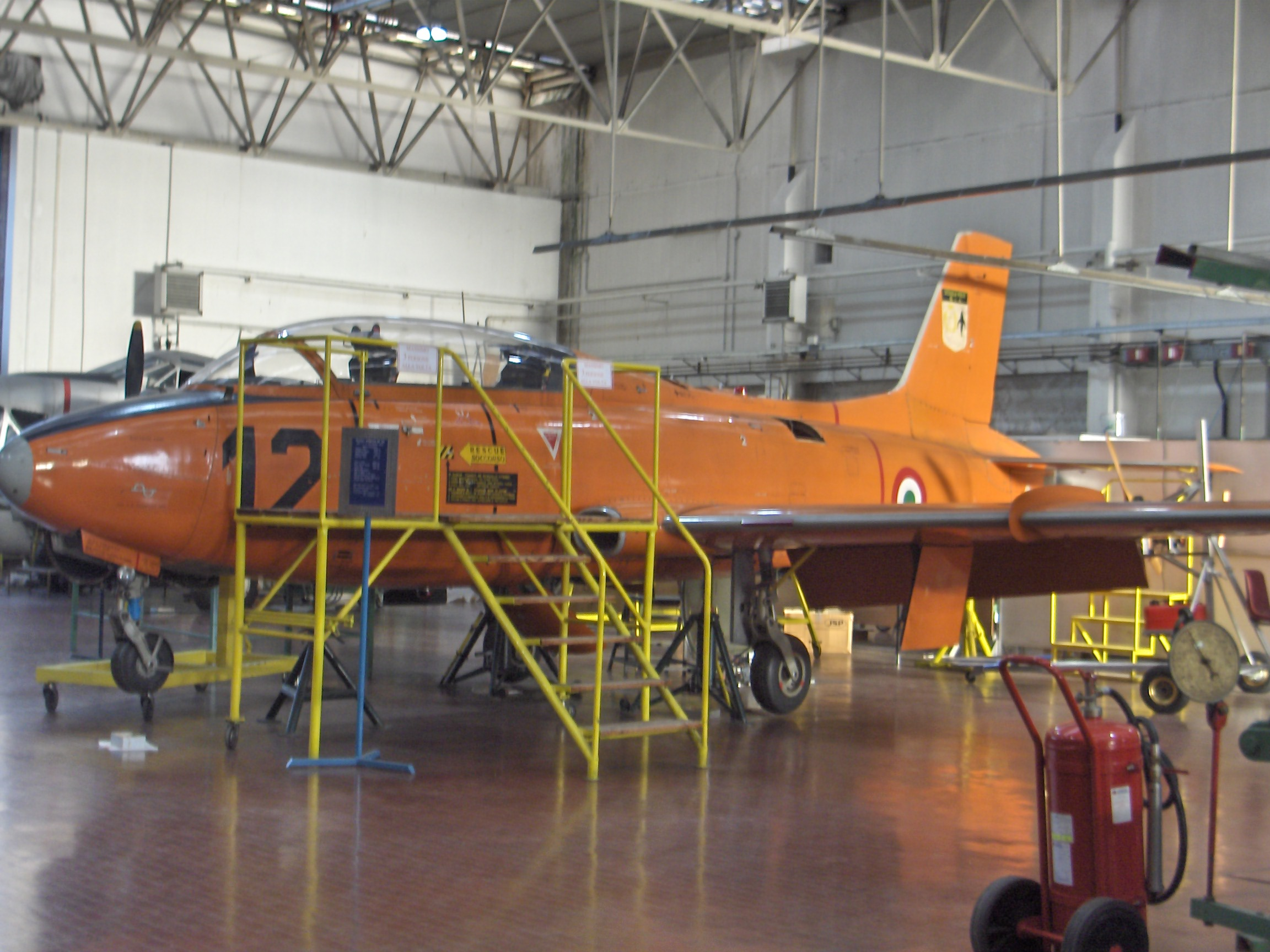
Aermacchi MB-326 presso ITI A.Malignani di Udine.

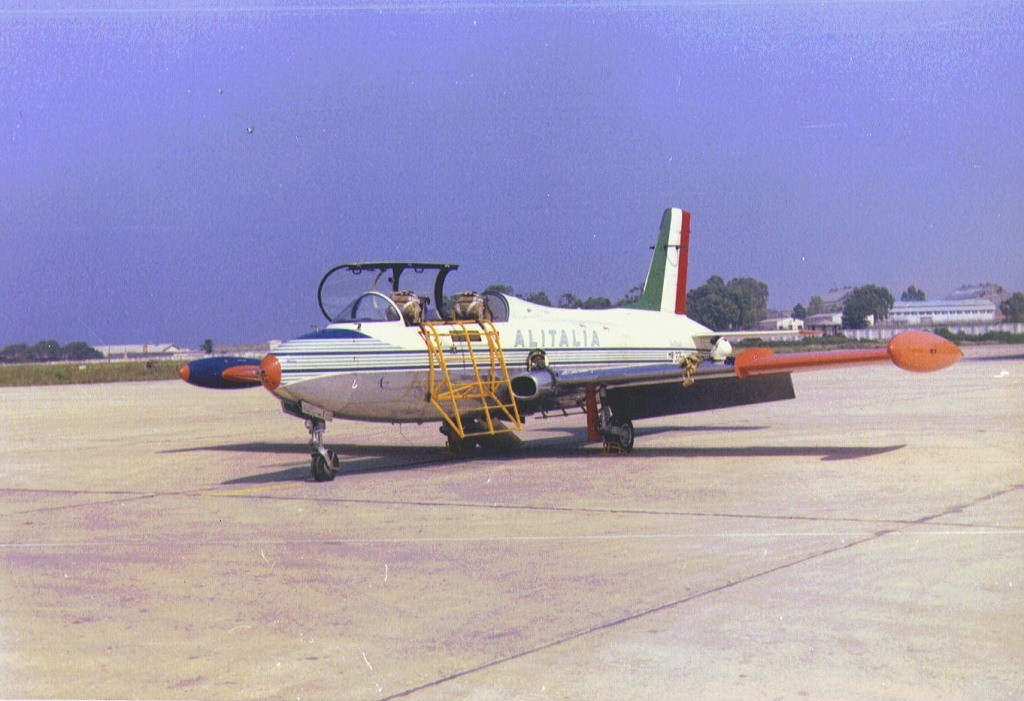
Un MB-326 della scuola di volo Alitalia.

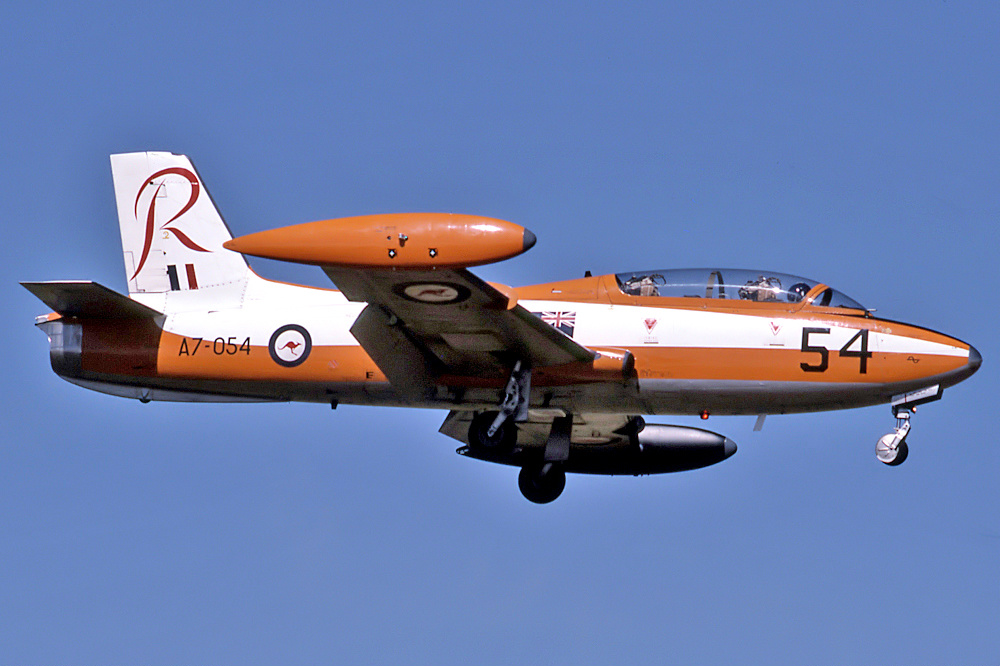
Un MB-326 nella livrea della Royal Australian Air Force.

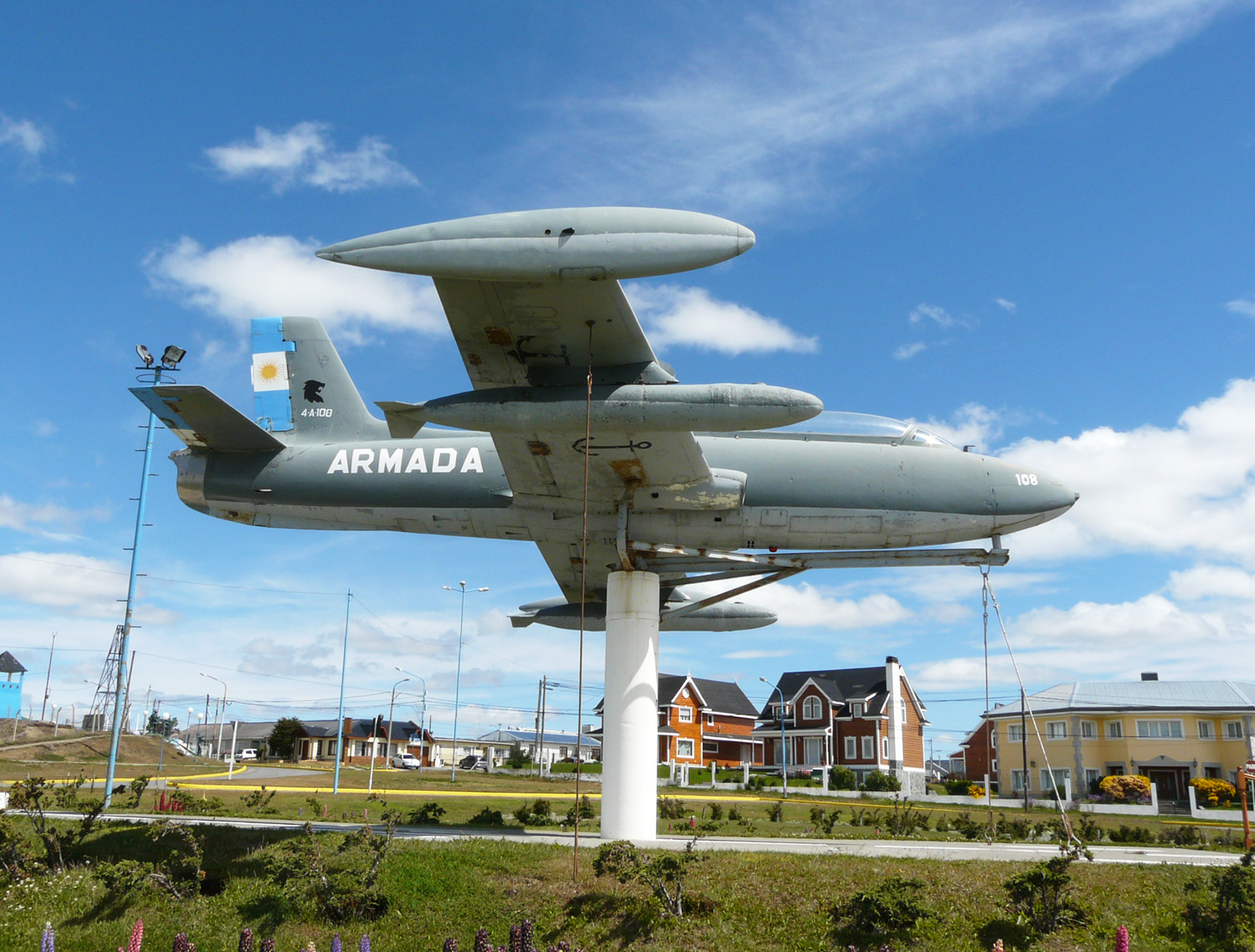
Un Aermacchi MB-326 della Armada de la República Argentina dimesso ed installato presso la città di Río Grande (Terra del Fuoco).

### Civili
Italia
- Alitalia

4 MB-326D (3 dei quali ceduti ad AM) - tutti ritirati.
 Stati Uniti
- National Test Pilot School (NTPS)

12 MB-326M Impala ex Aeronautica sudafricana ricevuti all'inizio degli anni novanta, di cui 4 ancora in servizio al marzo 2021.

### Militari
Argentina
- Aviación Naval

8 MB-326A più 11 MB-326GB ex Força Aérea Brasileira
- 1er Escuadrilla Aeronaval de Ataque (BAN Comandante Espora)

 Australia
- Royal Australian Air Force

97 MB-326H (ridesignati CA-30) costruiti su licenza ed in servizio operativo tra il 1967 ed il 2001.
- No. 25 Squadron RAAF "City of Perth" (RAAF base Pearce)
- No. 76 Squadron RAAF (RAAF base Williamtown)
- No. 77 Squadron RAAF (RAAF base Williamtown)
- No. 2 Flying Training School RAAF (RAAF base Pearce)
- No. 2 Operational Conversion Unit RAAF (RAAF base Williamtown)
- No. 5 Operational Training Unit RAAF (RAAF base Williamtown)
- Central Flying School RAAF (RAAF base East Sale)
  - Roulettes
  - Telstars

- Fleet Air Arm (RAN)

10 esemplari di MB-326H in servizio nella Fleet Air Arm della Royal Australian Navy tra il 1970 ed il 1983. 
- No. 724 Squadron RAN (NAS Nowra - HMAS Albatross)

 Brasile
- Força Aérea Brasileira

182 MB-326GC (AT-26 Xavante), 12 Atlas Impala ex South African Air Force.
- Instituto de Pesquisa e Ensaio em Voo (IPEV) (Parque de Material Aeronáutico de Recife)
- Centro de Aplicações Táticas e Recompletamento de Equipagens (CATRE) (BA de Natal)
  - 1º Esquadrão de Instruções Aéreas - Esquadrão "Cometa"
  - 3º Esquadrão de Instruções Aéreas - Esquadrão "Apolo"

- 3º Esquadrão Misto de Reconhecimento e Ataque - Esquadrão "Águia" (BA Santa Cruz)
- 4º Esquadrão Misto de Reconhecimento e Ataque - Esquadrão "Dragão" (BA Santa Maria)
- 5º Esquadrão Misto de Reconhecimento e Ataque - Esquadrão "Pantera" (BA Santa Maria)
- 1º Grupo de Aviação de Caça - Esquadrão "Jambock" (BA Santa Cruz)
- 1º Esquadrão do 4º Grupo de Aviação - Esquadrão "Pacau" (BA de Fortaleza)
- 2º Esquadrão do 5º Grupo de Aviação - Esquadrão "Joker" (BA de Natal)
- 1º Esquadrão do 10º Grupo de Aviação - Esquadrão "Poker" (BA Santa Maria)
- 3º Esquadrão do 10º Grupo de Aviação - Esquadrão "Centauro" (BA Santa Maria)
- 1º Grupo de Defesa Aérea - Esquadrão "Jaguar" (BA de Anápolis)

 Camerun
- Armée de l'Air du Cameroun

2 Impala Mk. I e 4 Impala Mk. II ex Suid-Afrikaanse Lugmag in servizio tra il 1997 e il 2004.
- École d’Aviation (BA Yaoundé)
- Escadron de Chasse (BA Garoua)

 Zaire (poi  RD del Congo)
- Zaire Air Force (poi Armée de l'Air du Congo)

25 MB-326GB e 6 MB-326KZ ricevuti a partire dal 1975.. 2 MB-326M e 6 MB-326K 
- 13e Wing d’Entrainement (BA Kinshasa)
  - 132e Escadrille

- 21e Wing de Chasse et d’Assaut (BA Kamina)
  - 212e Escadrille

 Dubai (poi  Emirati Arabi Uniti)
- Dubai Air Wing (poi United Arab Emirates Air Force)

6 MB-326KD, 1 MB-326L ed 1 MB-326LD.Tre dei MB-326KD ricevuti furono modificati per l'utilizzo di missili antinave Nord AS-12.
- Scuola di volo (Al Minhad AB)

 Gabon
- Armée de l'air gabonaise

2 MB-326M Impala I
- Escadrille de Chasse 1-02 "Leyou" (BA02 Franceville)

 Ghana
- Ghana Air Force

9 MB.326F e 9 MB.326KG
- No 4 Squadron (Tamale AB)

 Italia
- Aeronautica Militare

106 MB-326 (inclusi i 15 di pre-produzione), 2 MB-326G e 2 MB-326K - tutti ritirati.
- Scuola Volo Basico Iniziale Aviogetti (Lecce-Galatina)
  - 212º Gruppo Volo
  - 213º Gruppo Volo
  - 214º Gruppo Volo

- Centro Sperimentale Volo, poi Reparto Sperimentale Volo (Pratica di Mare)
  - 311º Gruppo Volo

- 603ª Squadriglia Collegamenti (Verona-Villafranca)
- 604ª Squadriglia Collegamenti (Grosseto)
- 605ª Squadriglia Collegamenti (Rimini-Miramare, poi Cervia)
- 606ª Squadriglia Collegamenti (Ghedi)
- 608ª Squadriglia Collegamenti (Cervia)
- 609ª Squadriglia Collegamenti (Grazzanise)
- 636ª Squadriglia Collegamenti (Gioia del Colle)
- 651ª Squadriglia Collegamenti (Istrana)
- 653ª Squadriglia Collegamenti (Cameri)

 Paraguay
- Fuerza Aérea Paraguaya

9 MB-326GC (AT-26)
- 1° Escuadron de Caza "Guarani" (Grupo Aérotactico d’Asuncion)

 Sudafrica
- Suid-Afrikaanse Lugmag

151 MB-326M consegnati a partire dal 1966 (localmente designati Impala Mk I), 16 dei quali furono prodotti in Italia o assemblati in Sudafrica con kit italiani, a partire dal 1966, ed i restanti costruiti in loco dall'Atlas. Gli ultimi esemplari sono stati ritirati nel 2005. 7 MB-326K monoposto ricevuti a partire dal 1974 sotto forma di componenti, seguiti da altri 15 set nell'anno successivo ed assemblati da Atlas Aircraft Corporation. 78 Impala Mk. II costruiti su licenza da Atlas successivamente. Gli ultimi esemplari sono stati ritirati nel 2005. 12 MB-326M (Impala Mk.I) venduti all'inizio degli anni novanta alla statunitense National Test Pilot School (NTPS). 6 tra Impala Mk. I e Impala Mk. II ceduti all'Aeronautica militare del Cameron nel 1997.
- 4 Squadron SAAF (AFB Swartkop, poi Waterkloof, poi Lanseria)
- 5 Squadron SAAF (AFB Durban)
- 6 Squadron SAAF (AFB Port Elizabeth)
- 7 Squadron SAAF (AFB Ysterplaat, poi Cape Town, poi Langebaanweg, poi Pietersburg)
- 8 Squadron SAAF (AFB Bloemspruit)
- 40 Squadron SAAF (AFB Waterkloof)
- Air Operations School, poi 85 Advanced Flying School (AFB Pietersburg)
  - "Silver Falcons"

 Togo
- Force aérienne togolaise

6 MB-326GC
- Escadrille de Chasse (BA Lomé)

 Tunisia
- Al-Quwwat al-Jawwiyya al-Jamahiriyya al-Tunisiyya

8 MB-326B ricevuti a partire dal 1965, più ulteriori 5 MB-326LT e 7 monoposto da attacco al suolo MB-326KT ricevuti a partire dal 1977.
- 11e Escadrille (Sidi Ahmed-Bizerte)

 Zambia
- Zambian Air Force and Air Defence Command

19 MB-326GB e 6 MB-326K9 (altre fonti affermano 23 esemplari e tutti della versione MB-326GB) consegnati, 10 dei quali in servizio al gennaio 2018.

## Velivoli in esposizione

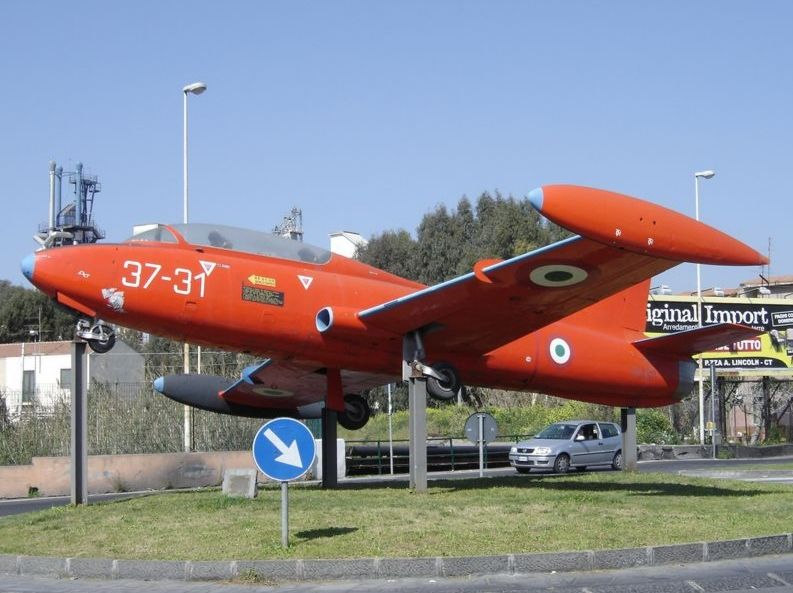
Aermacchi MB-326E su una rotatoria di Catania nei pressi dell'aeroporto Fontanarossa.

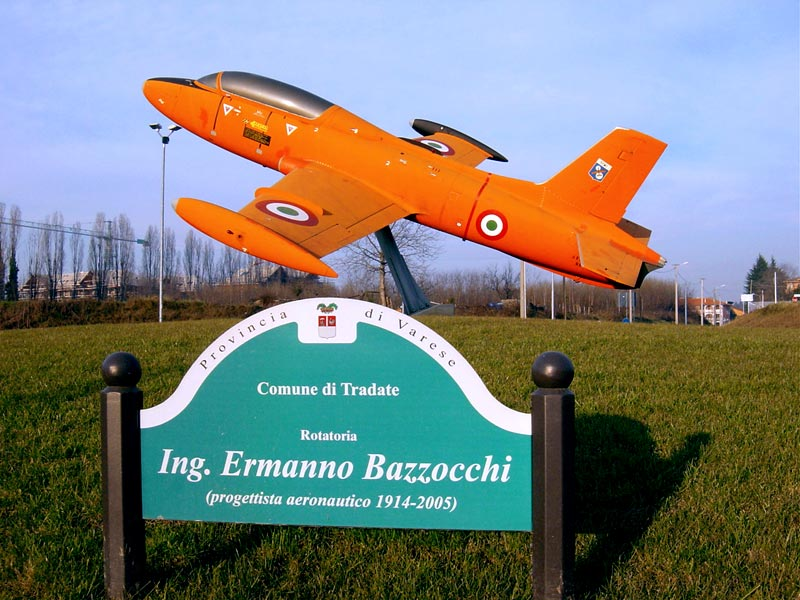
Tradate: Un Aermacchi MB-326 posto a memoria del progettista Ermanno Bazzocchi.

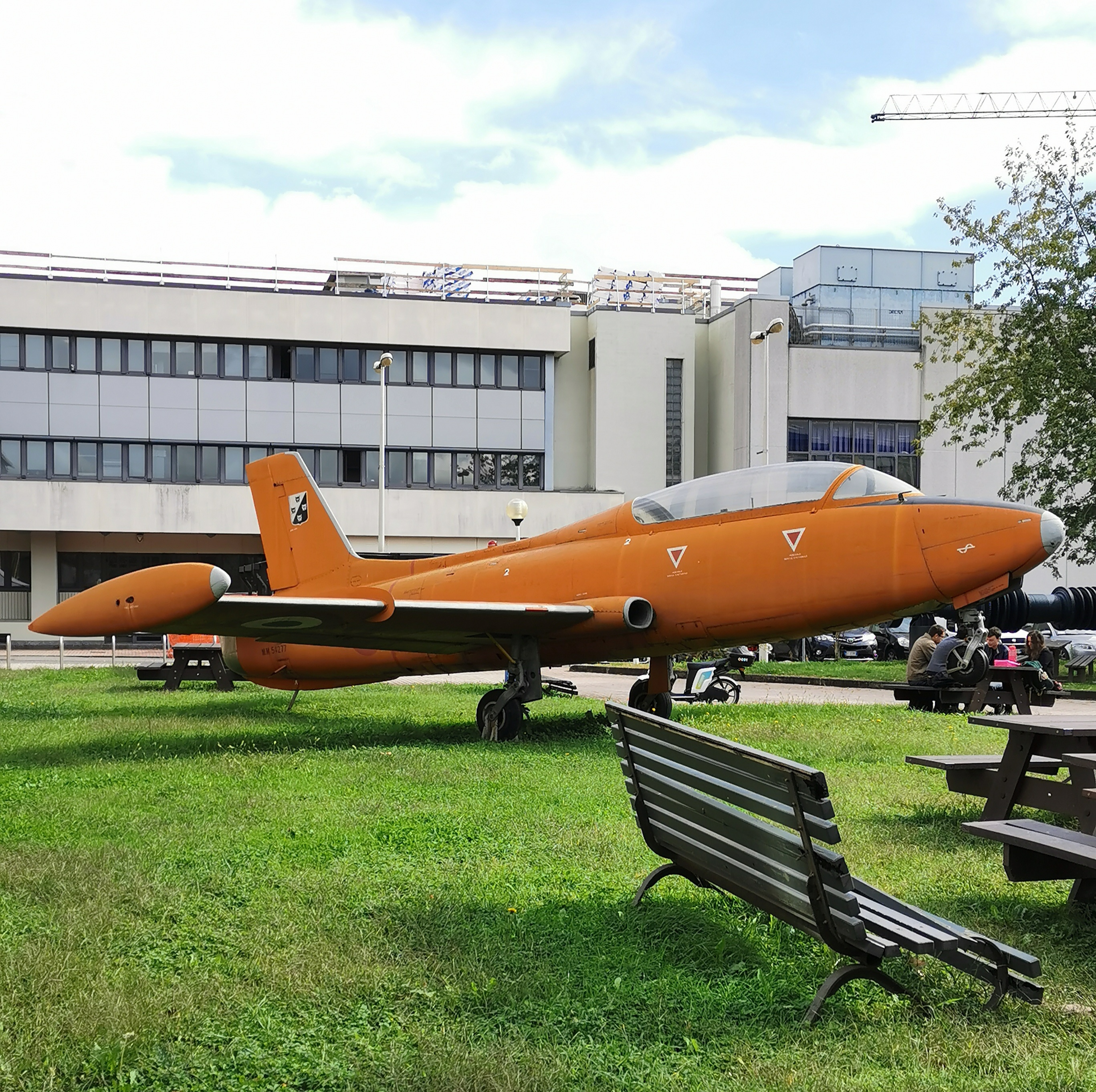
MB-326 del Politecnico di Milano

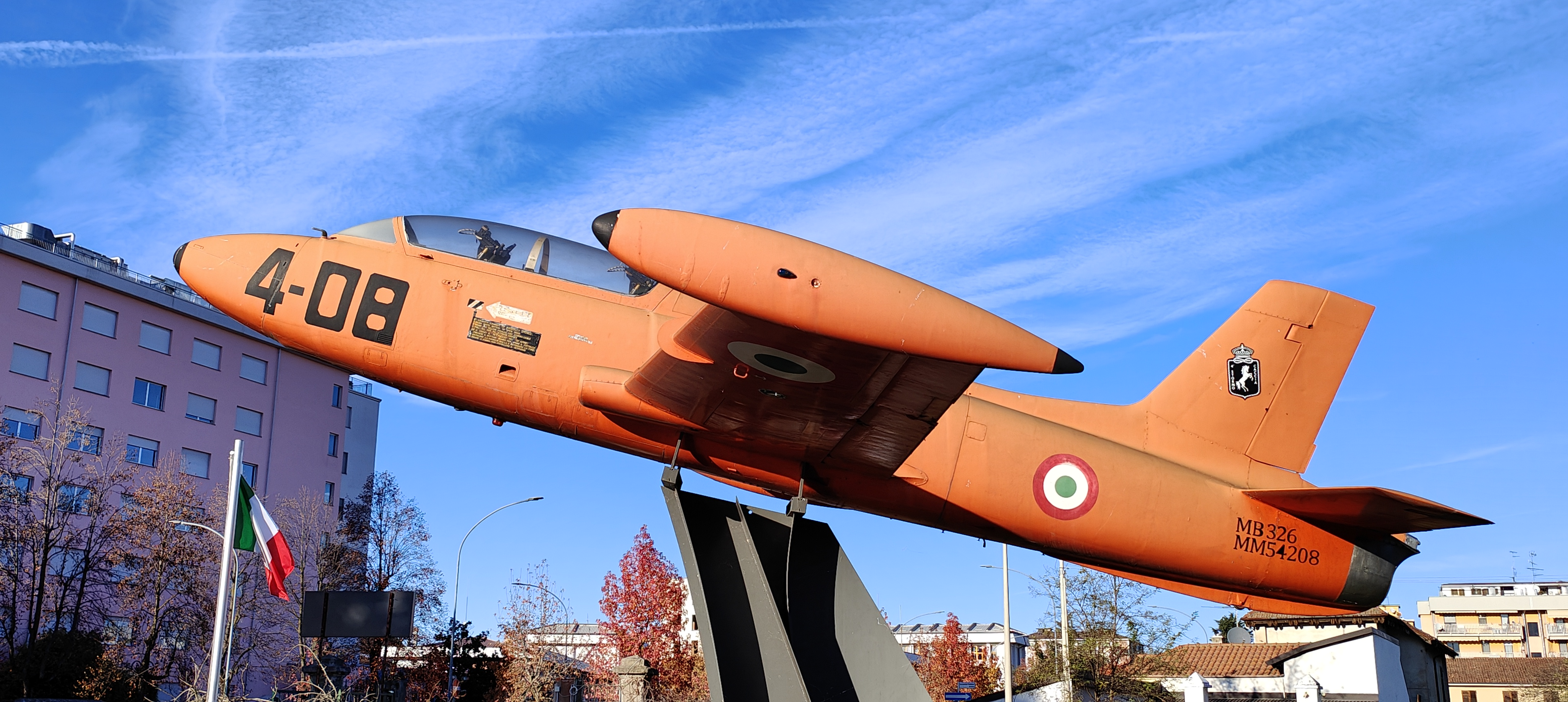
Aermacchi MB-326 dell'Aeronautica militare esposto dal 1998 all'aeroporto vercellese Marilla Rigazio

Numerosi sono gli esemplari che sono stati destinati, a fine servizio operativo, a essere esposti in musei aeronautici, oppure destinati a reparti di addestramento tecnico, a istituti tecnici o monumentati come gate guardian a caserme di forze armate o come monumento alla memoria, sia in Italia che all'estero. Tra questi si ricordano:

### Italia
Informazioni tratte dal sito alatricolore.it
- L'MB-326, M.M. 54208, esposto all'Aero Club di Vercelli per concessione della  Aeronautica Militare alla sezione vercellese dal 1998.
- L'MB-326E codice di identificazione 37-31, M.M. 54245, con lo stemma del 41º stormo sulla deriva. Esposto sulla rotatoria posta tra le vie Santa Maria Goretti, San Giuseppe la Rena e stradale Tiro a Segno di Catania, Sicilia, nei pressi dell'Aeroporto di Catania-Fontanarossa.
- L'MB-326 codice di identificazione 6-76, M.M. 54243, esposto come gate guardian all'esterno del Museo dell'aria e dello spazio di San Pelagio, frazione del comune di Due Carrare, provincia di Padova.
- L'MB-326, M.M. 54195, esposto a Novara nel cortile dell'istituto "G. Fauser".
- L'MB-326 monumentato dal 2004 all'interno della rotatoria del largo Ermanno Bazzocchi a Tradate, provincia di Varese.[20]
- L'MB-326 M.M. 54277 presente all'interno del campus universitario del Politecnico di Milano nella sede di Bovisa.
- L'MB-326 presente presso il Parco dell'Aeronautica di Loreto-Costigliole D'asti.
- L'MB-326 presente nel cortile dell'istituto ITTS "C.Grassi" di Torino.
- L'MB-326 presente in un giardino privato nel comune di Vestone e visibile dalla strada statale 237.
- L'MB-326 M.M. 54218 esposto nel cortile dell'Istituto J.C. Maxwell di via don Giovanni Calabria a Milano.[21]
- L'MB-326, M.M. 54213, esposto a Termoli, provincia di Campobasso, presso il locale Aeroclub sull'aviosuperficie contrada Marinelle.[22]

MB-326 monumentato come memoria ai caduti del 4º stormo regia aeronautica militare - sito in via Gilching incrocio con viale della Repubblica a Marina di Cecina (LI)